# Chi Mạo hùng
Chi Mạo hùng (danh pháp khoa học: Mitrastemon) là một chi hiện công nhận gồm 2 loài thực vật ký sinh phân bố rời rạc. Nó hiện cũng được coi là chi duy nhất trong họ Mạo hùng (Mitrastemonaceae).
Mitrastemon là các loài thực vật ký sinh trong rễ, phát triển trong rễ các loài cây thuộc họ Fagaceae.

## Phân loại
Vị trí phân loại của chi Mitrastemon là không chắc chắn trong một thời gian dài. Ban đầu nó được đặt trong bộ Rafflesiales cùng với các loài cây ký sinh khác, tuy nhiên từ khi đó người ta đã nghi ngờ rằng bộ này trên thực tế là đa ngành. Năm 2004, người ta phát hiện ra rằng chi này có quan hệ họ hàng với bộ Ericales khi so sánh DNA ti thể. Hiện tại, hệ thống APG III năm 2009 công nhận họ này.

## Tên gọi của chi
Từ "mitra" trong tiếng La tinh có nghĩa là mũ tế và "stema" nghĩa là chỉ hay nhị, là để nói tới ống nhị dạng mũ tế. Thật không may, Makino (1909) lại ngẫu nhiên sử dụng "stemma" có nghĩa là vòng hoa, nhưng đó chỉ là một lỗi chính tả, và nó có thể được chỉnh lại theo các quy tắc của danh pháp thực vật. Có một vài phương án viết chính tả cho tên chi, như Mitrastemma, Mitrastemon, Mitrastema. Các phương án này cũng tràn vào tên gọi cho họ: Mitrastemonaceae Makino (trong Bot. Mag. Tokyo 25:252) được bảo lưu trong phiên bản năm 1966 (ICBN phụ lục IB) và Mitrastemataceae (được Mabberley sử dụng trong ấn bản năm 2008 trong sách thực vật của ông).
Đề xuất bảo lưu tên gọi Mitrastemon gần đây được Reveal công bố và được Ủy ban Danh pháp cho Thực vật có mạch phê chuẩn trong bài báo sau đó

## Các loài
Một loạt các tên gọi khoa học ở cấp loài cho chi Mitrastemon đã được sử dụng (và hiện tại vẫn đang sử dụng) để chỉ các nhóm quần thể tại châu Á như:
- Mitrastemon cochinchinensis Nakai, 1941
- Mitrastemon sumatranus Nakai, 1941
- Mitrastemon kanehirai Yamam, 1925
- Mitrastemon kawasasakii Hayata, 1912
- Mitrastemon yamamotoi Makino, 1909

Ba tên gọi sau, nguyên được Yamamoto đề xuất (1925)(1926), sau đó đã được Watanabe sử dụng trong một lượng lớn các bài báo viết trong thập niên 1930. Các đặc trưng được sử dụng để hỗ trợ địa vị loài của ba đơn vị phân loại này bao gồm số lượng vảy lá (tới 6 đôi đối lại với 8-12 đôi), hình dạng của chúng (nhỏ, elip thuôn dài dối lại với lớn, thuôn), và bề ngoài của cây (hình trụ đối lại với 4 góc, nón ngược). Công trình gần đây kiểm tra phân loại học của chi Mitrastemon là của Meijer và Veldkamp (1993) và họ kết luận rằng do có nhiều dạng trung gian giữa các "loài" này, nên các biến thể này đại diện cho các hình thái cục bộ và các kiểu sinh thái và rằng tất cả các mẫu vật nguồn gốc châu Á nên được coi là một loài hay biến đổi. Ngoài ra, như van Royen (1963) đã chỉ ra, tất cả các dạng này đều có thể tìm thấy trong các vật liệu thu được tại Papua New Guinea. Hansen (1973) chỉ ra rằng không thể phân biệt các quần thể Đông Nam Á và Malesia ở cấp độ loài. Mặc dù có các thách thức kỹ thuật do sự khan hiếm của các loài cây này, nhưng một nghiên cứu hệ thống hóa sinh học quần thể với sử dụng các kỹ thuật đánh dấu phân tử có lẽ là cần thiết để xác định xem thực sự có bao nhiêu loài tồn tại ở châu Á. Cho tới khi có nghiên cứu này thì cách tiếp cận thận trọng của Hansen (1973) cũng như của Meijer và Veldkamp (1993) được tuân theo tại đây. Như vậy, hiện tại có thể công nhận 2 loài:
- Mitrastemon matudae Yamam, 1936 được tìm thấy tại Trung Mỹ.
- Mitrastemon yamamotoi được tìm thấy tại Đông Nam Á và Nhật Bản.